# Dennison (Minnesota)
Dennison é uma cidade localizada no estado americano de Minnesota, no Condado de Goodhue e Condado de Rice.

## Demografia
Segundo o censo americano de 2000, a sua população era de 168 habitantes.
Em 2006, foi estimada uma população de 165, um decréscimo de 3 (-1.8%).

## Geografia
De acordo com o United States Census Bureau tem uma área de
3,3 km², dos quais 3,3 km² cobertos por terra e 0,0 km² cobertos por água. Dennison localiza-se a aproximadamente 296 m acima do nível do mar.

## Localidades na vizinhança
O diagrama seguinte representa as localidades num raio de 16 km ao redor de Dennison.